# Korea Customs Service
La Korea Customs Service es una de las organizaciones de aduanas en Corea del Sur. Esta es controlada por el Ministerio de Estrategias y Finanzas. Su sede está localizada en el distrito Seo, Daejeon.